# Библиотека Бейкера-Берри
Библиотека Бейкера-Берри — главная библиотека Дартмутского колледжа в Хановере, штат Нью-Гэмпшир.

## Здание
Башня Бейкера, спроектированная после Индепенденс-холла в Филадельфии, возвышается на 200 футов над кампусом и часто используется как знаковое изображение колледжа.
Оригинальное историческое здание библиотеки — это Мемориальная библиотека Фишера Эймса Бейкера.

## История
Библиотека открылась в 1928 году с собранием в 240 000 томов. Здание было спроектировано Йенсом Фредериком Ларсоном по образцу Индепенденс-холла в Филадельфии и профинансировано за счет подарка Дартмутскому колледжу Джорджа Фишера Бейкера в память о его дяде (Фишер Эймс Бейкер, класс Дартмута 1859 года). В 1941 и 1957—1958 годах учреждение расширялось, а в 1970 году получил миллионный объем единиц хранения.
В 1992 году Джон Берри и семья Бейкеров пожертвовали 30 миллионов долларов США на строительство нового здания Библиотеки Берри, спроектированной архитектором Роберта Вентури, рядом с библиотекой Бейкера. Новый комплекс, Библиотека Бейкера-Берри, открылся в 2000 году и был завершен в 2002 году

## Фонды
Библиотеки Дартмутского колледжа в настоящее время хранят в своих фондах более 2 миллионов томов.
Библиотека хранит рукописи Роберта Бёрнса, Джозефа Конрада, Германа Мелвилла.

## Библиотекари Дартмутского колледжа
• Безалил Вудворд, 1773—1777 гг.
• Джон Смит, 1779—1809 гг.
• Розуэлл Шертлефф, 1810—1820 гг.
• Джон Айкин, 1820—1822 гг.
• Тимоти Фаррар, 1822—1826 гг.
• Чарльз Брикет Хэддок, 1826—1850 гг.
• Оливер Пейсон Хаббард, 1851—1865
• Чарльз А. Эйкен, 1865—1866
• Эдвин Дэвид Сэнборн, 1866—1874
• Кларенс Скотт, 1874—1878
• Луи Полленс, 1878—1886
• Марвин Дэвис Бисби, 1886—1910
• Натаниэль Гудрич, 1911—1950
• Ричард Морин , 1950—1968
• Эдвард Коннери Латем, 1968—1978
• Маргарет Отто, 1979—2000
• Ричард Люсьер, 2001—2004
• Джеффри Л. Хоррелл 2005—2016
• Сью Мерер 2017 — настоящее время

## Фрески
Фреска «Эпос об американской цивилизации» была написана Хосе Клементе Ороско на нижнем уровне библиотеки и является национальным историческим памятником .

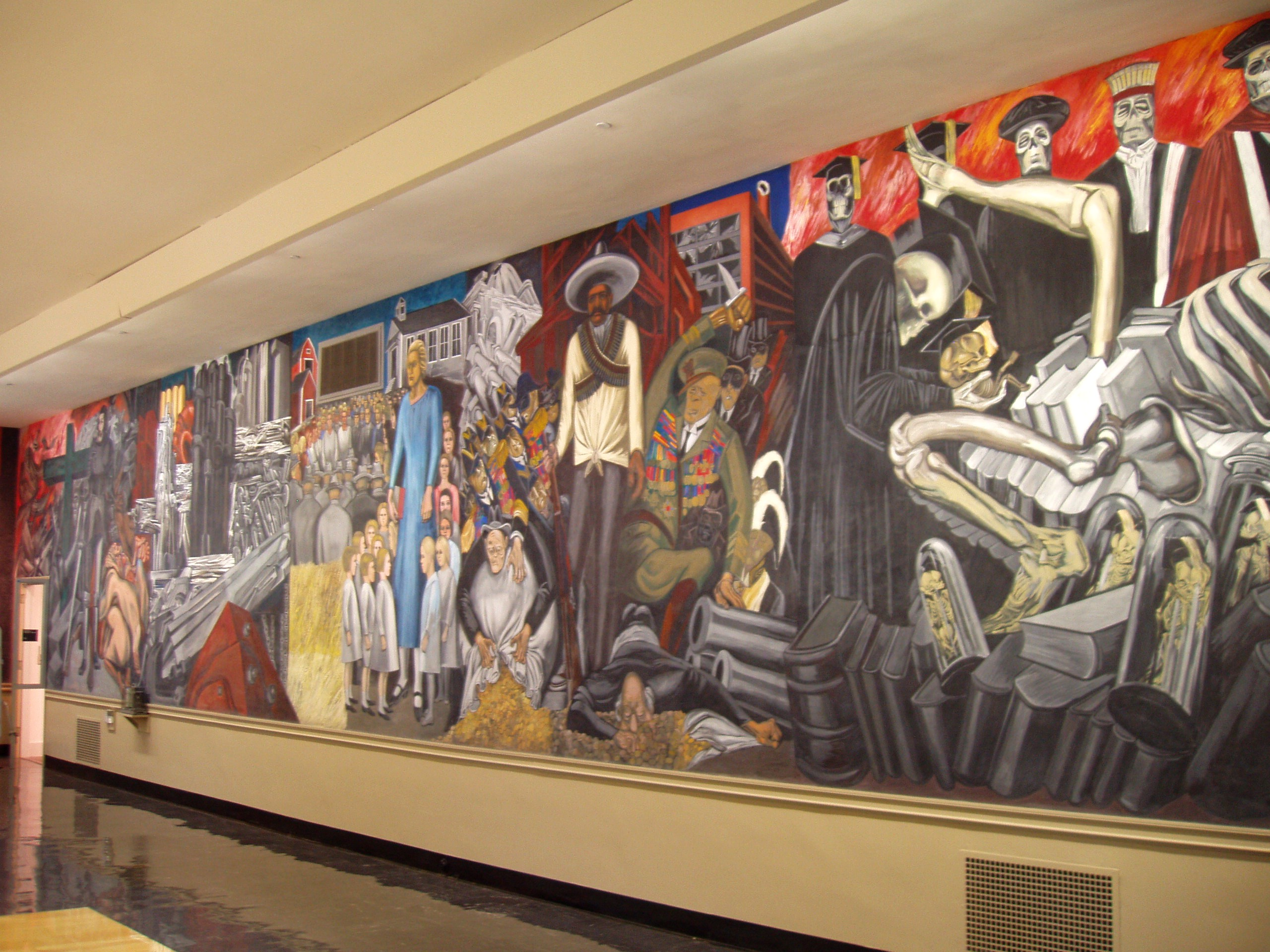
Раздел, фреска Дартмута (1932–1934) Хосе Клементе Ороско
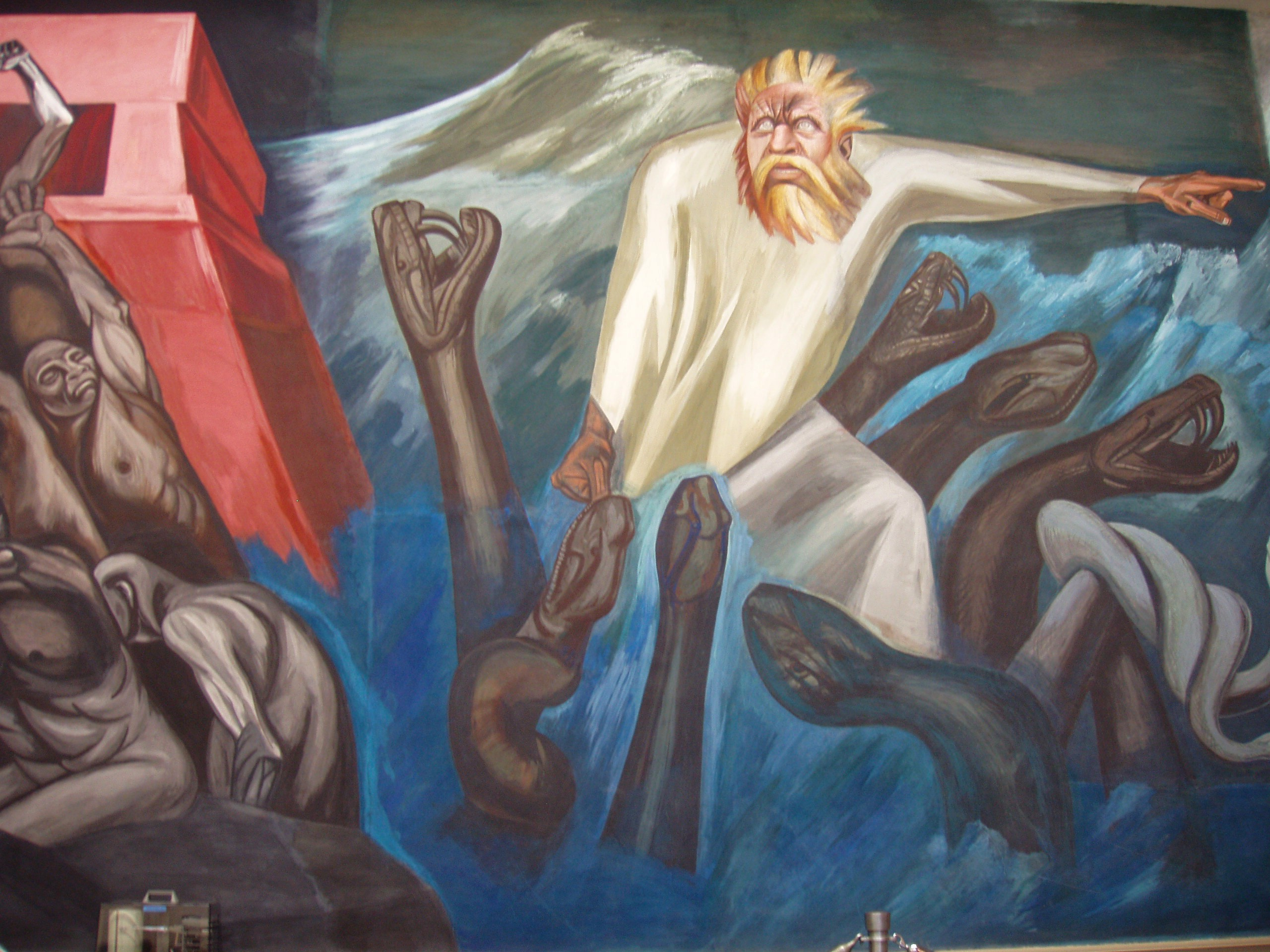
Отъезд Кецалькоатля, фреска Дартмута Хосе Клементе Ороско
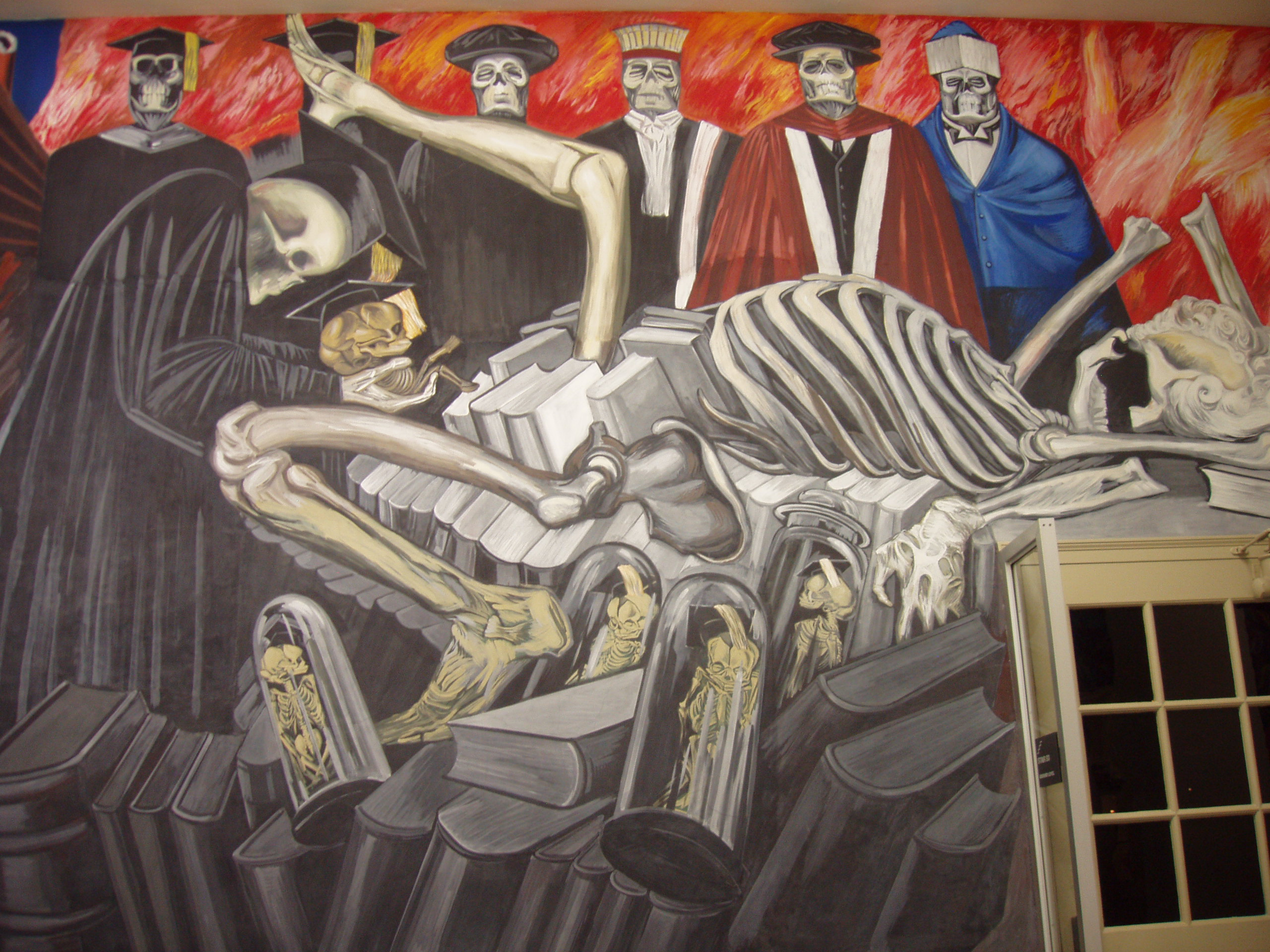
Боги современного мира, фреска Дартмута Хосе Клементе Ороско

## дальнейшее чтение
- Krieger, Lois A. The Woodward succession : a brief history of the Dartmouth College Library, 1769-2002. — Dartmouth College Library, Trustees of Dartmouth College, 2002.